# Museo de Química y Farmacia Profesor César Leyton Caravagno
El Museo de Química y Farmacia Profesor César Leyton Caravagno fue creado el año 1951 en la Facultad de Química y Farmacia de la Universidad de Chile. En ese entonces buscaba retratar la estética de las antiguas boticas, luego este objetivo fue expandiéndose hasta preservar el legado histórico del desarrollo de las ciencias químicas y farmacéuticas. Es el único museo en Chile dedicado a la historia de la Farmacia y se encuentra ubicado en la calle Merced 50 de Santiago, en un edificio que comparte con el Colegio de Químicos-Farmacéuticos de Chile.

## Historia

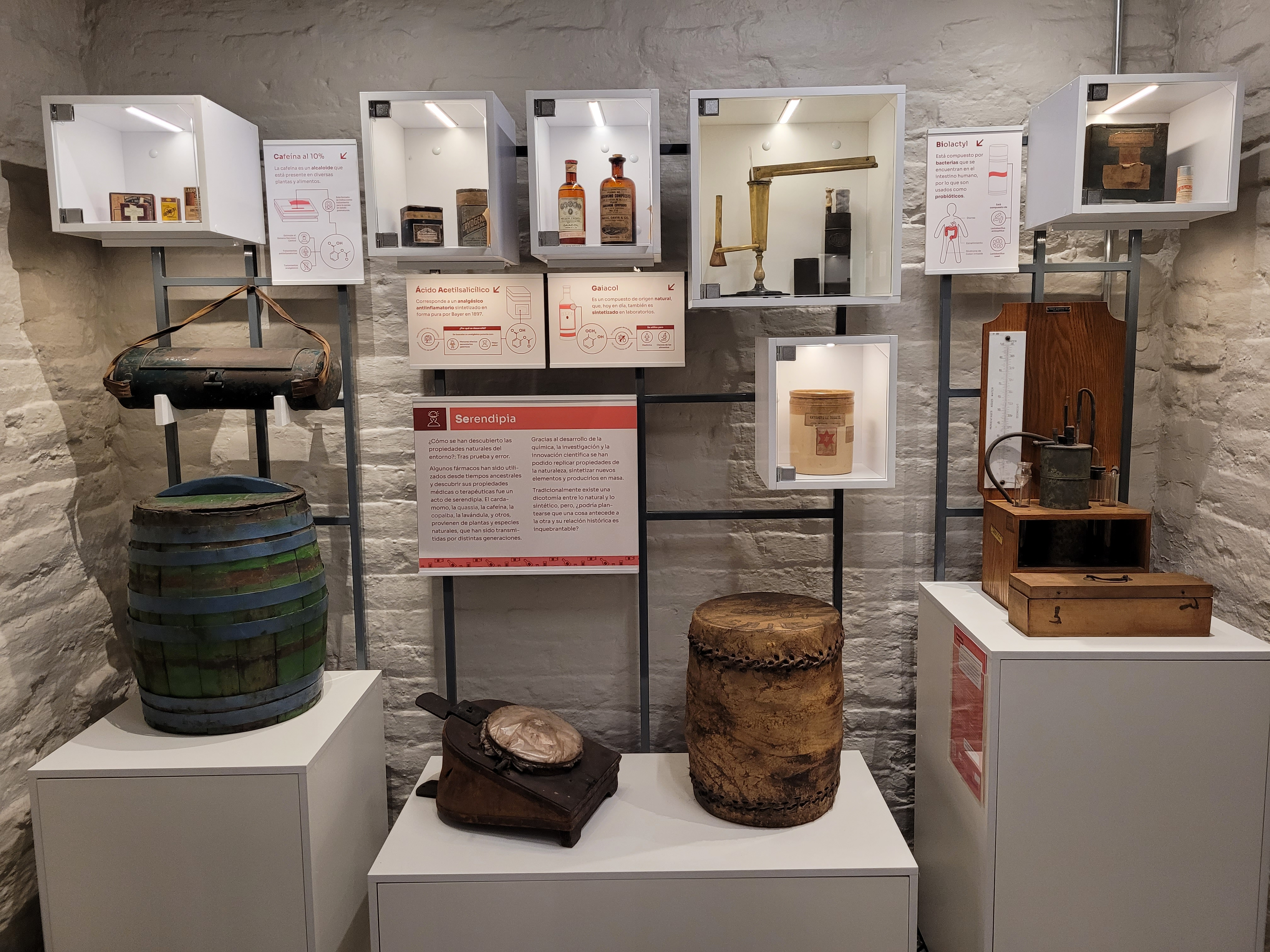
Nueva museografía del Museo de Química y Farmacia

El Museo nace a raíz de la labor de César Leyton Caravagno, un decano y docente de la Universidad, que viajaba mucho y -paulatinamente- comenzó a formar una colección de piezas que compraba o le regalaban desde distintas farmacias y territorios del país, todas ligadas al pasado de las boticas y las primeras farmacias. En el año 1951 se crea oficialmente el Museo, en una salas de la Facultad que estaba ubicada en Vicuña Mackenna 20, a un costado de la Plaza Baquedano en Santiago Centro. En este período el Museo comienza a incrementar sus colecciones con objetos y libros de modo que el siguiente director; Raúl Cabrera inició la tarea de catalogación y clasificación de los objetos, dedicando tiempo no sólo a almacenarlos en vitrinas sino también a formar catálogos e investigaciones sobre ellos. Ejemplo de esto son los catálogos manuscritos de 1977 y 1987, donde se detalla un listado con la ubicación por sala y la procedencia de los objetos. 

Cuando la Facultad de Ciencias Químicas y Farmacéuticas se trasladó a la sede en Olivos de la comuna de Independencia, el Museo pasó por una fase de olvido y abandono. Así lo reconoció Hermann Schmidt-Hebbel, profesor de la Facultad y tercer director de la institución:
El Museo cayó en el abandono y sus diversas colecciones de objetos fueron depositadas en bodegas del recinto académico, sin prestar mayor utilidad a las nuevas generaciones de químico-farmacéuticos u otras personas interesadas en el tema.
Este estado de postergación motivó el traslado de sus dependencias al Colegio de Químicos-Farmacéuticos de Chile, quienes en comodato hicieron entrega de toda la planta subterránea del edificio ubicado en Merced 50, lugar conocido como la Casa Nieto. Así desde 1987 se encuentra frente al Parque Forestal y en 1996, cuando Schmidt-Hebbel se retira de la docencia, entrega el cargo de dirección a Irma Pennacchiotti, quien resguarda y mantiene activo el espacio hasta 2017. El último período del Museo, a cargo de Richard Solís, destaca por expandir una relación comunitaria y transdisciplinaria bajo el proyecto de "Nuevo Museo", donde estudiantes, profesores, investigadores y profesionales invitados bajo el "desafío de abrir el espacio a nuevas generaciones, difundiendo y resguardando el material".
Desde esta versión, el Museo ha pasado por tres etapas: primero, la formación de las colecciones, audiencias y equipos de trabajo, segundo, una puesta en valor, investigación científica y mejoramiento de la infraestructura y, tercero, la creación de nuevas redes sociales que "revincularon al Museo con su entorno, mayoritariamente desde lo digital". En los últimos años la institución y su equipo ha sido merecedor de distintos reconocimientos y fondos de financiamiento público como el Fondo Nacional de Desarrollo Cultural y las Artes y el Fondo del Patrimonio Cultural, ambos del Ministerio de las Culturas, las Artes y el Patrimonio. 
El Museo actualmente es visitado por estudiantes, profesores y público interesado en el patrimonio científico nacional.

## Misión
La misión del Museo es proteger el patrimonio vinculado a las ciencias químicas y farmacéuticas en Chile a través del acopio, conservación, investigación y difusión de sus acervos, con la intención de democratizar la información existente en sus colecciones. Es su primera intención la formación de colecciones generadas a partir del compendio realizado por el profesor César Leyton, dando cuerpo y orden a los materiales existentes, de tal manera que puedan ser fuente de investigación histórica, patrimonial y social, en relación con la importancia que ha significado el desarrollo de las ciencias químicas y farmacéuticas en Chile. Nos interesa seguir además con un trabajo enfocado en dar a conocer a la comunidad el valor de los objetos y sus futuras colecciones, permitiendo así destacar la importancia de su preservación.

## Directores
- 1951-1976: César Leyton Caravagno
- 1976-1986: Raúl Cabrera
- 1987-1996: Hermann Schmidt Hebel
- 1997-2017: Irma Pennacchiotti Monti
- 2017-2021: Richard Solís Solís
- 2022 en adelante: Iván Oyarzún Quezada

## Colección

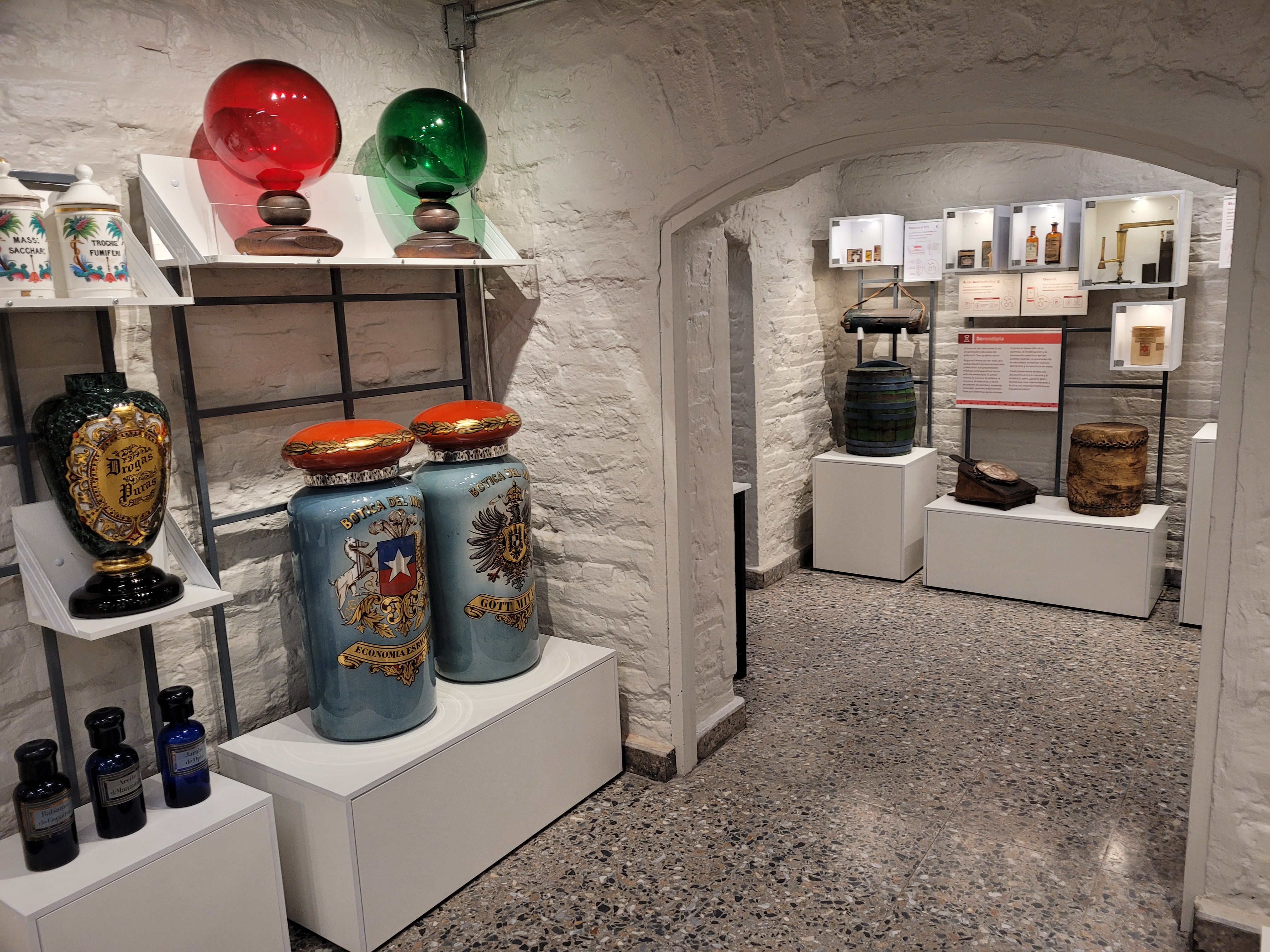
Nueva museografía del Museo de Química y Farmacia

En términos generales el Museo contiene objetos desde el período colonial datados hasta mediados del siglo XX, siendo de 1960 o 1970 los objetos más contemporáneos. Entre su acervo patrimonial se encuentran albarelos, medicamentos, autoclaves, balanzas, microscopios, instrumentales, mecheros, frascos y preparaciones utilizados en distintos momentos para conservar la salud de las personas. 
Entre las piezas más destacadas se encuentra un Mortero de 1805 cuya inscripción señala: “Soy de Thomas Gonzales el boticario que mata a los buenos y enferma a los sanos, 1805”, dos grandes recipientes de la Botica del Indio y un Tonel para lavandina o Barril de Lavándula, que era utilizado en la celebración de la Fiesta de la lavándula, una ceremonia efectuada cada primavera como expresión cultural transmitida de generación en generación, cada año este tonel se utilizada para la fabricación de colonias en frascos de vidrio y que luego eran envueltas con cintas lilas por el color de la lavanda. Esta tradición fue importada desde Italia por el profesor César Leyton. 

#### Farmacia Antigua o Botica
Contempla la colección fundacional del Museo con pinturas, objetos de metal, vidrio, cerámica y papel.

#### Colección de Ciencias Químicas y Farmacéuticas
Esta colección considera los objetos históricos y patrimoniales del Museo, los que se organizan según tres sub-colecciones: Laboratorio (Reactivos químicos e instrumentos), Medicamentos (Frascos, cajas y botes) y Orígenes. 

#### Colección de Biblioteca Histórica
Considera la colección de libros, publicaciones y revistas especializadas en la historia de la química y la farmacia, además de las primeras tesis de la Facultad. La bibliografía tiene un origen diverso, donde es posible encontrar materiales en francés, alemán, italiano, entre otros, como el Tratado de Farmacia y Farmacología, el Journal de Pharmacie et de Chimie, el Bulletin de la Sociéte Chimique de París, la Revista Químico Farmacéutica, la Revista de Información Terapéutica. Además de versiones chilenas como la Revista Farmacia Chilena, la Revista Asociación Chilena de Química y Farmacia, la Farmacopea Chilena, algunos Anales de la Universidad de Chile y más.

#### Archivo Histórico profesora Irma Pennacchiotti Monti
Está compuesto por el Fondo César Leyton, el Fondo Irma Pennacchiotti, la Colección Fotográfica y la Colección de Publicaciones (artículos y reportajes de prensa).

## Galería de imágenes

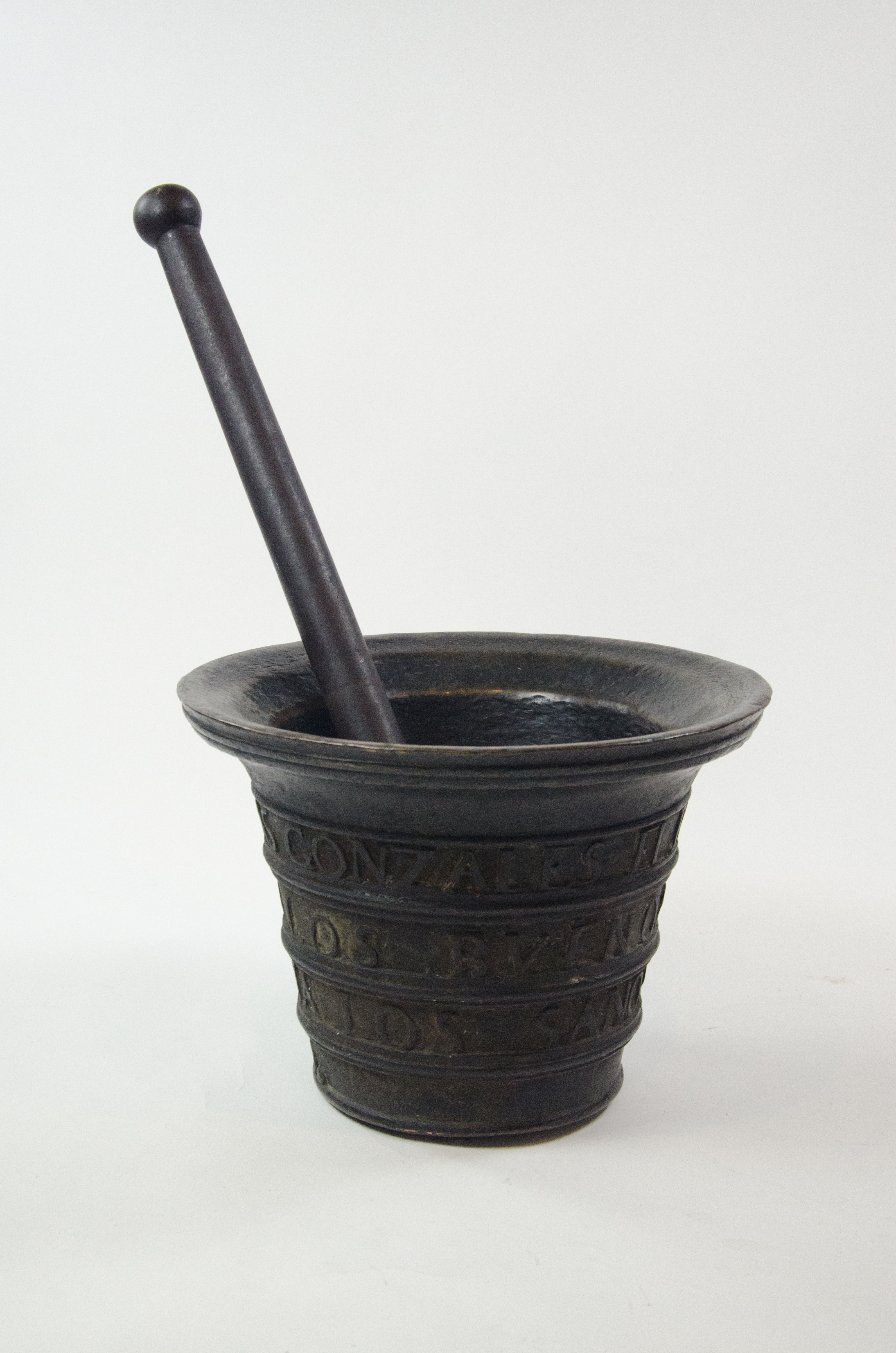
Representativo de las antiguas farmacias en Chile
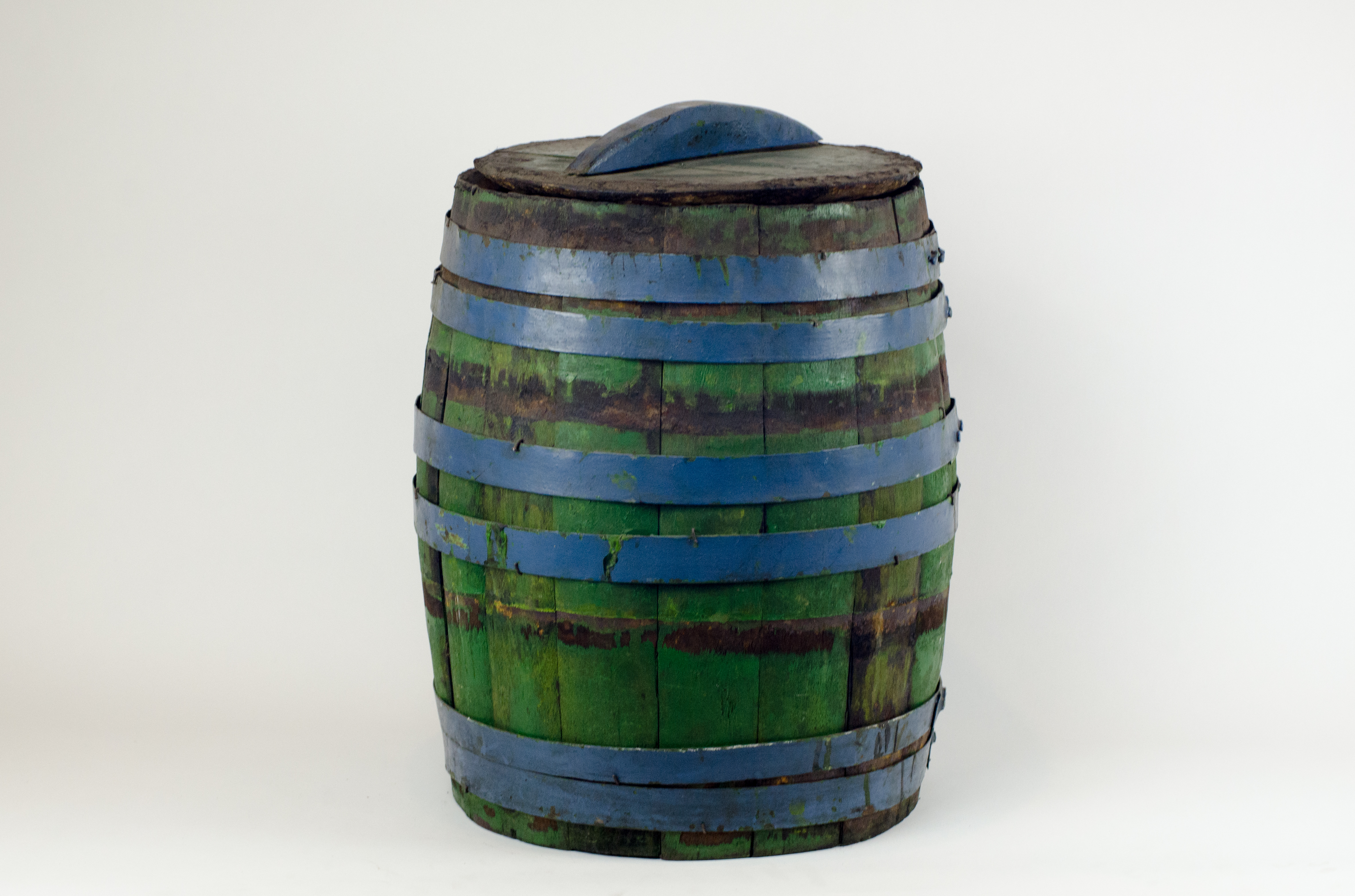
Representativo de la Facultad de Ciencias Químicas y Farmacéuticas de la Universidad de Chile
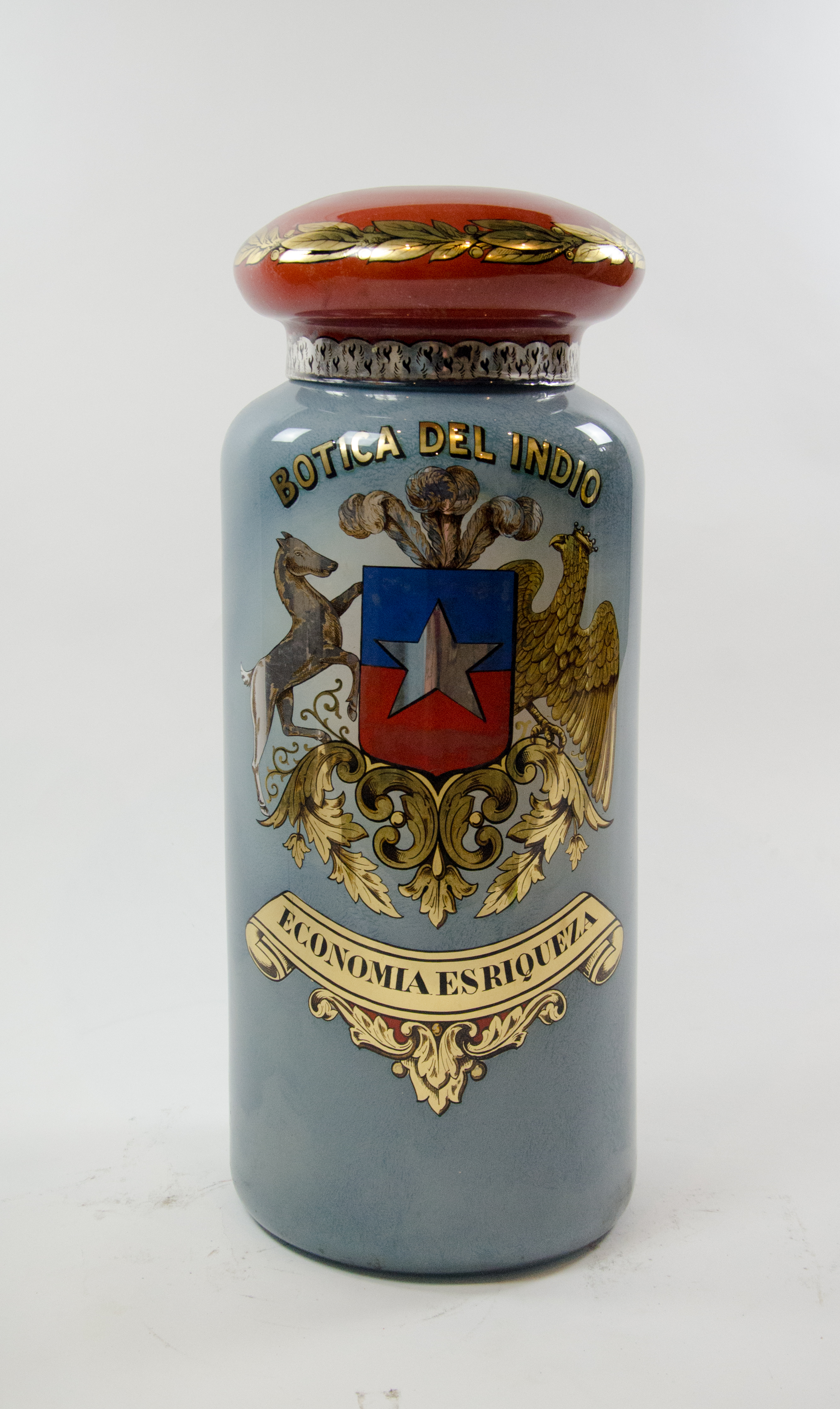
Representativo de la antigua Farmacia llamada La Botica del Indio
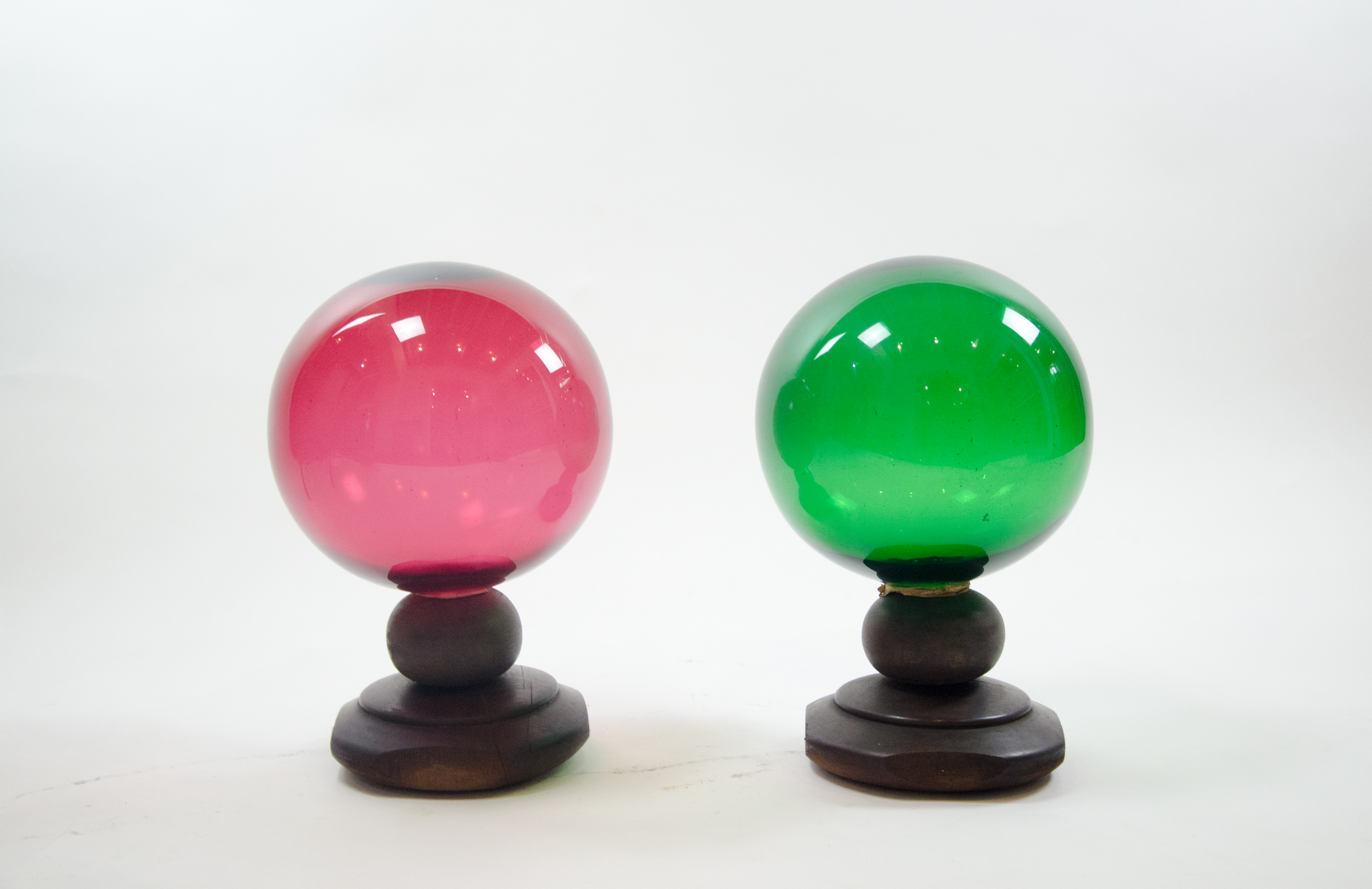
Representativo de las antiguas farmacias en Chile
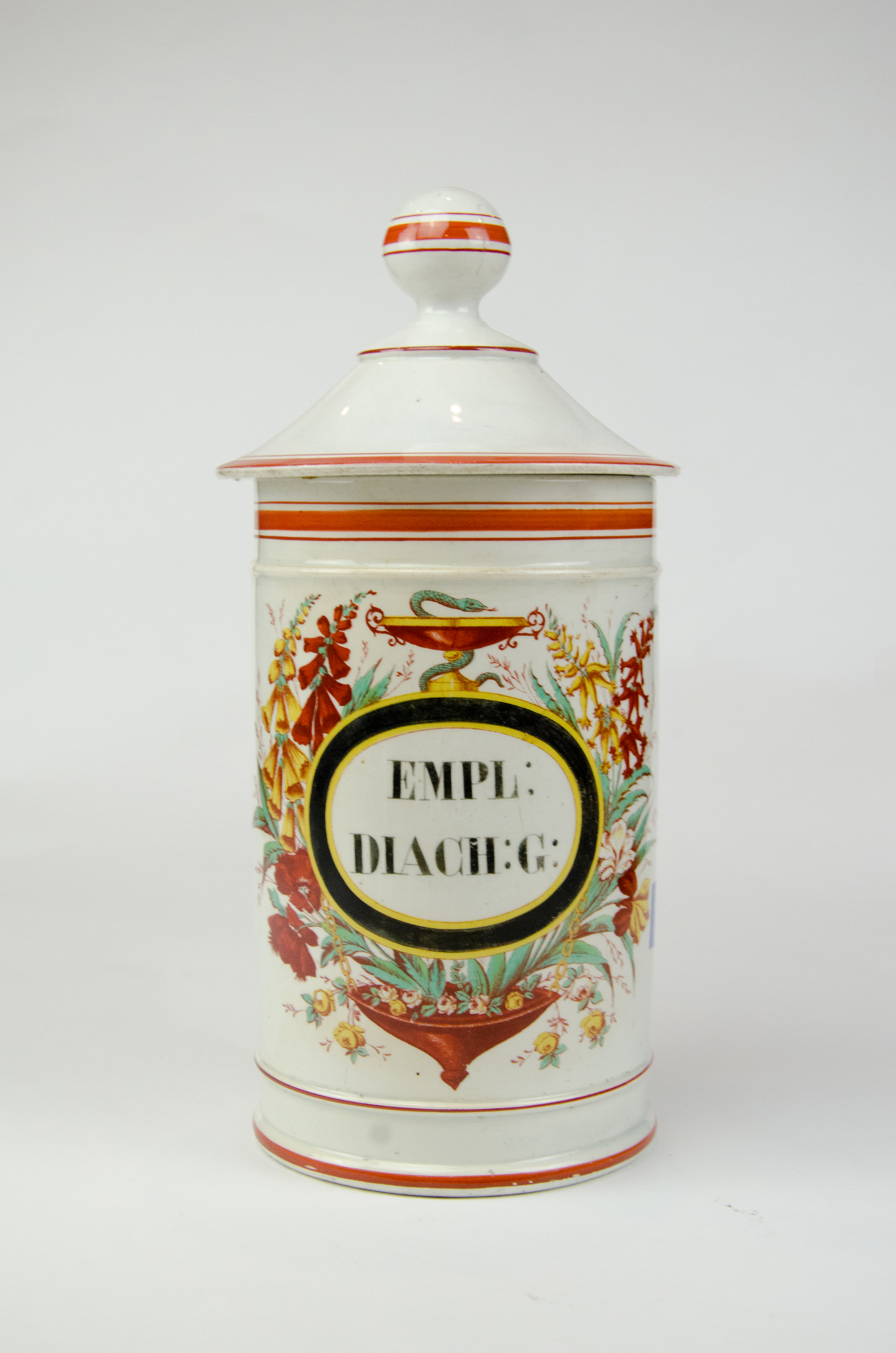
Albarelo de cerámica
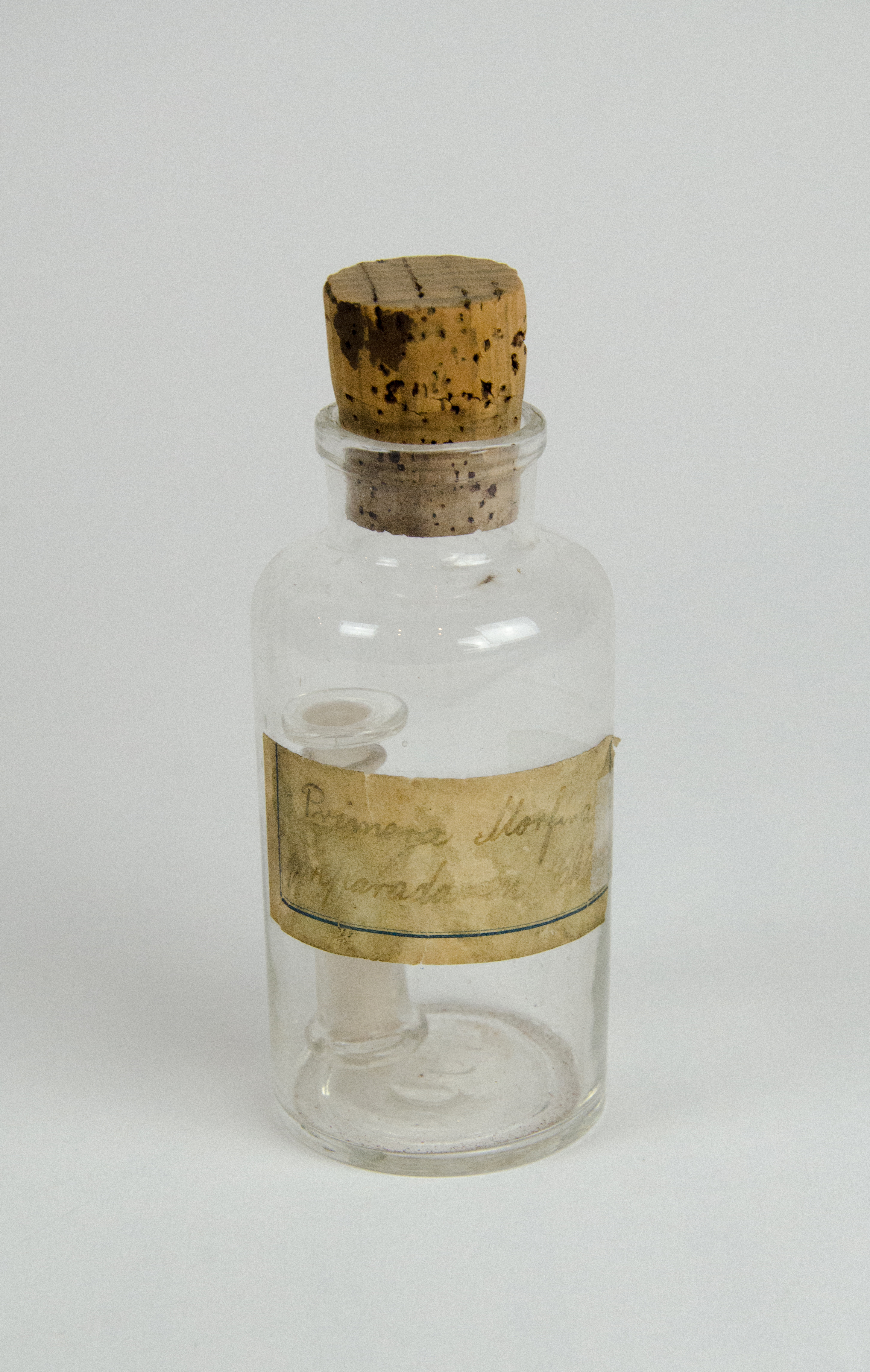
Primera Morfina Sintetizada en Chile de la familia de los opiáceos (narcóticos).